# Ripipteryx ecuadoriensis
Ripipteryx ecuadoriensis är en insektsart som beskrevs av Günther, K.K. 1963. Ripipteryx ecuadoriensis ingår i släktet Ripipteryx och familjen Ripipterygidae. Inga underarter finns listade i Catalogue of Life.